# Vite micrometrica

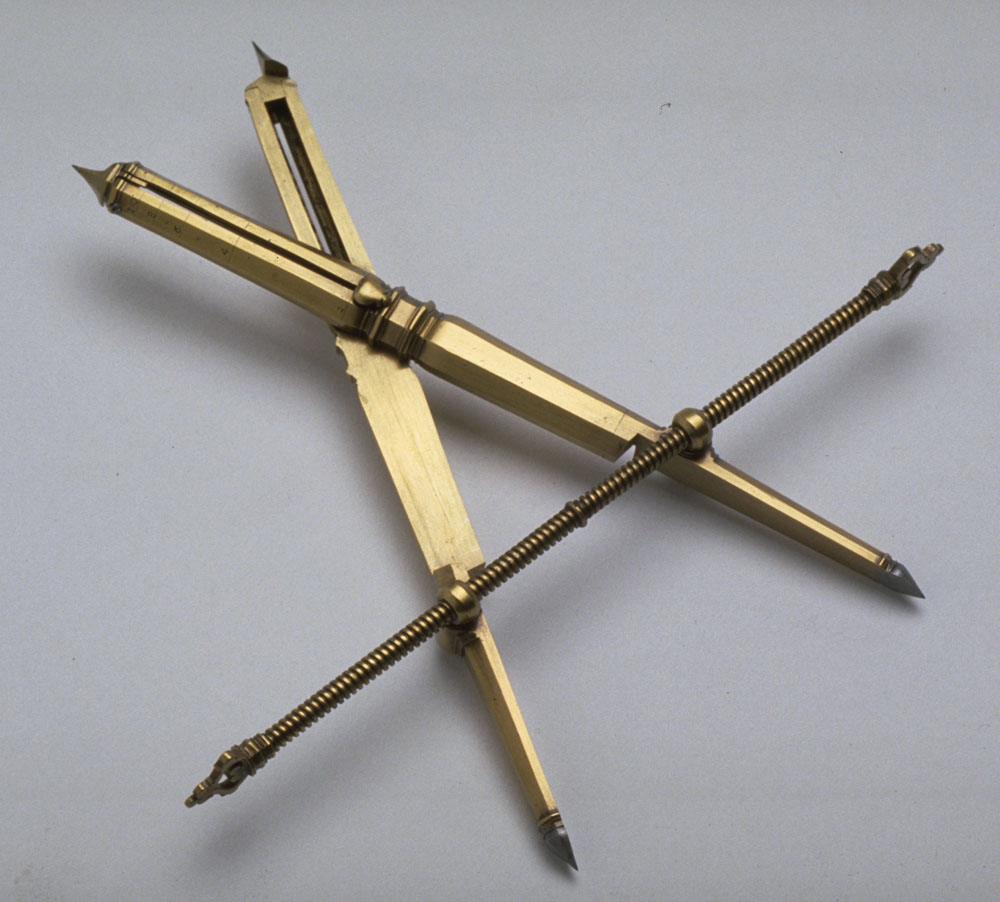
Compasso di riduzione con vite micrometrica, Museo Galileo, Firenze.

La vite micrometrica è una vite il cui filetto è eseguito con particolare accuratezza e regolarità.
Viti micrometriche vengono utilizzate nei micrometri, nelle macchine da dividere e in tutti gli strumenti nei quali è fondamentale compiere spostamenti di piccola entità e di grande precisione.